# Golden Crown Award
De Golden Crown Award is een Amerikaanse filmonderscheiding die jaarlijks wordt uitgereikt door het International Christian Visual Medium (ICVM), een groep producenten en distributeurs die films onderscheiden die de christelijke waarden onderstrepen in een geseculariseerde wereld. 
Dit kunnen documentaires zijn, korte films of lange speelfilms.
De verkiezing vindt jaarlijks plaats in Atlanta.
In 2001 won de Nederlandse speelfilm De Stilte van het Naderen deze onderscheiding.